# Lista siturilor arheologice din județul Caraș-Severin - A
Lista siturilor arheologice din județul Caraș-Severin - A conține toate siturile arheologice din județul Caraș-Severin înscrise în Repertoriul Arheologic Național (RAN) și aflate în localități al căror nume începe cu litera A. RAN este administrat de Ministerul Culturii și Patrimoniului Național și cuprinde date științifice, cartografice, topografice, imagini și planuri, precum și orice alte informații privitoare la zonele cu potențial arheologic, studiate sau nu, încă existente sau dispărute.
Puteți căuta un sit din localitățile care încep cu litera A folosind formularul de mai jos sau puteți naviga prin toate siturile din județ la Lista siturilor arheologice din județul Caraș-Severin.
| Cod RAN     | Denumire | Localitate                  | Adresă                         | Datare                    | Descoperit | Coordonate | Imagine           | Erori            |
| ----------- | --- | --------------------------- | ------------------------------ | ------------------------- | ---------- | ---------- | ----------------- | ---------------- |
| 51154.01.01 | Așezarea daco-romană de la Agadici - "Locul Popii / ansamblu anonim (Categorie: locuire) (Tip: Așezare)                        | sat Agadici, oraș Oravița   | Locul Popii                    | daco-romană III-IV d. Chr |            |            | Încărcați imagine | Raportați eroare |
| 50898.01    | Descoperirile izolate de la Anina (Categorie: neprecizată) (Tip: neprecizat)                                                   | oraș Anina                  |                                |                           |            |            | Încărcați imagine | Raportați eroare |
| 50898.02.01 | Așezarea Coțofeni de la Anina - "Peștera Anina(?) / ansamblu anonim (Categorie: locuire civilă) (Tip: Așezare)                 | oraș Anina                  | Peștera Anina?                 | Coțofeni                  |            |            | Încărcați imagine | Raportați eroare |
| 50898.03.01 | Situl arheologic de la Anina - "Peștera Lungă / ansamblu anonim (Categorie: locuire) (Tip: Locuire)                            | oraș Anina                  | Peștera Lungă                  |                           |            |            | Încărcați imagine | Raportați eroare |
| 50898.03.02 | Situl arheologic de la Anina - "Peștera Lungă / ansamblu anonim (Categorie: locuire) (Tip: Locuire)                            | oraș Anina                  | Peștera Lungă                  |                           |            |            | Încărcați imagine | Raportați eroare |
| 50898.04.01 | Situl arheologic de la Anina - "Peștera Racoviță / ansamblu anonim (Categorie: locuire) (Tip: Locuire)                         | oraș Anina                  | Peștera Racoviță               |                           |            |            | Încărcați imagine | Raportați eroare |
| 50898.04.02 | Situl arheologic de la Anina - "Peștera Racoviță / ansamblu anonim (Categorie: locuire) (Tip: Locuire)                         | oraș Anina                  | Peștera Racoviță               | XVII-XVIII                |            |            | Încărcați imagine | Raportați eroare |
| 50898.05.01 | Descoperiri cuaternare la Anina - "Peștera Buhui / ansamblu anonim (Categorie: neprecizată) (Tip: neprecizat)                  | oraș Anina                  | Peștera Buhui                  |                           |            |            | Încărcați imagine | Raportați eroare |
| 50898.06.01 | Situl preistoric de la Anina - "Peștera Crivina / ansamblu anonim (Categorie: neprecizată) (Tip: neprecizat)                   | oraș Anina                  | Peștera Crivina                |                           |            |            | Încărcați imagine | Raportați eroare |
| 50898.07.01 | Așezare preistorică de la Anina - "Peștera din Tăietura Croaților / ansamblu anonim (Categorie: neprecizată) (Tip: neprecizat) | oraș Anina                  | Peștera din Tăietura Croaților |                           |            |            | Încărcați imagine | Raportați eroare |
| 50898.08.01 | Posibilul sit de la Anina - "Hunca Trei Movile / ansamblu anonim (Categorie: neprecizată) (Tip: Movilă)                        | oraș Anina                  | Hunca Trei Movile              |                           |            |            | Încărcați imagine | Raportați eroare |
| 51252.05.01 | Posibile situri arheologice la Armeniș / ansamblu anonim (Categorie: neprecizată) (Tip: neprecizat)                            | sat Armeniș, comuna Armeniș |                                |                           |            |            | Încărcați imagine | Raportați eroare |
| 51252.05.02 | Posibile situri arheologice la Armeniș / ansamblu anonim (Categorie: neprecizată) (Tip: neprecizat)                            | sat Armeniș, comuna Armeniș |                                | romană                    |            |            | Încărcați imagine | Raportați eroare |
| 51252.05.03 | Posibile situri arheologice la Armeniș / ansamblu anonim (Categorie: neprecizată) (Tip: Tumuli)                                | sat Armeniș, comuna Armeniș |                                |                           |            |            | Încărcați imagine | Raportați eroare |
| 51252.05.04 | Posibile situri arheologice la Armeniș / ansamblu anonim (Categorie: neprecizată) (Tip: Locuire)                               | sat Armeniș, comuna Armeniș |                                | sec. III - IV             |            |            | Încărcați imagine | Raportați eroare |
| 51252.02.01 | Schitul de la Armeniș - "Piatra Scrisă / ansamblu anonim (Categorie: structură de cult/religioasă) (Tip: biserică ortodoxă)    | sat Armeniș, comuna Armeniș | Piatra Scrisă                  |                           |            |            | Încărcați imagine | Raportați eroare |
| 51252.03.01 | Tezaurul de obiecte din aur de la Armeniș / ansamblu anonim (Categorie: depozit/tezaur) (Tip: tezaur)                          | sat Armeniș, comuna Armeniș |                                |                           |            |            | Încărcați imagine | Raportați eroare |
| 51252.04.01 | Fortificația de pământ de la Armeniș / ansamblu anonim (Categorie: fortificație) (Tip: Fortificație de pământ)                 | sat Armeniș, comuna Armeniș |                                |                           |            |            | Încărcați imagine | Raportați eroare |
| 51252.04.02 | Fortificația de pământ de la Armeniș / ansamblu anonim (Categorie: fortificație) (Tip: Fortificație de pământ)                 | sat Armeniș, comuna Armeniș |                                |                           |            |            | Încărcați imagine | Raportați eroare |
| 51252.01.01 | Situl arheologic de la Armeniș-Cracul Grozii / ansamblu anonim (Categorie: locuire) (Tip: așezare)                             | sat Armeniș, comuna Armeniș | Cracul Grozii                  |                           |            |            | Încărcați imagine | Raportați eroare |
| 51252.01.02 | Situl arheologic de la Armeniș-Cracul Grozii / ansamblu anonim (Categorie: locuire) (Tip: așezare)                             | sat Armeniș, comuna Armeniș | Cracul Grozii                  | sec. XIII-XIV             |            |            | Încărcați imagine | Raportați eroare |